# Heterostigma singulare
Heterostigma singulare är en sjöpungsart som först beskrevs av Van Name 1912.  Heterostigma singulare ingår i släktet Heterostigma och familjen lädermantlade sjöpungar. Inga underarter finns listade i Catalogue of Life.